# Emmanuel-François de Bausset-Roquefort
Emmanuel-François de Bausset-Roquefort (* 24. Dezember 1731 in Marseille; † 10. Februar 1802 in Rijeka) war ein römisch-katholischer Geistlicher und Bischof von Fréjus.

## Leben und Werk

### Herkunft und Familie
Emmanuel-François de Bausset-Roquefort entstammte einer provenzalischen Adelsfamilie aus Aubagne, aus der im 18. und 19. Jahrhundert vier Bischöfe hervorgingen. Emmanuel-François’ Onkel Joseph-Bruno de Bausset-Roquefort (1702–1771) war 1745–1771 Bischof von Béziers. Sein Neffe Pierre-Ferdinand de Bausset-Roquefort (1757–1829) war 1807–1817 Bischof von Vannes und 1817–1829 Erzbischof von Aix. Louis-François de Bausset-Roquefort (1748–1824) war 1784–1801 Bischof von Alès und ab 1817 Kardinal.

### Bischof von Fréjus
Beausset-Roquefort wurde zum Priester geweiht und 1757 Kommendatarabt der Zisterzienserabtei Flaran. Nach dem Studium des Zivilrechts und des Kanonischen Rechts war er 1764–1765 Agent général du clergé de France (gewählter Generalverwalter der Kirche Frankreichs) und wurde 1766 im Alter von 34 Jahren zum Bischof von Fréjus ernannt. Er erwies sich als rührig, baute 1776 ein Priesterseminar (Gebäude nicht mehr vorhanden) und bemühte sich um die Sanierung des antiken Hafengeländes der Stadt. 

### Exil in Italien und Tod
Vor der im August 1790 verkündeten Zivilverfassung des Klerus, deren Annahme ihm die regionalen Partner nahegelegt hatten, floh er Ende Oktober nach Nizza, wo er sich, trotz der Einsetzung eines Nachfolgers im April 1791, weiterhin als im Amt fühlte. Im September 1792 floh er vor den anrückenden Truppen der Revolution zu Fuß über den Tenda-Pass ins Piemont, wo er sich bis Mai 1794 aufhielt. Dann begab er sich (in vorübergehender zufälliger Begleitung des heiligen Eugen von Mazenod) in den Kirchenstaat nach Ferrara (zu Erzbischof Alessandro Mattei). 1796 musste er von dort nach Venedig weiterfliehen. Dort verfasste er ein Testament, in dem er sein Schicksal als gerechte Buße für seine Sünden annahm und sich freute, die Leiden seines Heilands bis zu einem gewissen Grade teilen zu können. Er floh weiter nach Dalmatien, trat am 15. August 1801, entsprechend dem Konkordat von 1801, von seinem Bischofsamt zurück und starb im Februar 1802 im damaligen Fiume (heute: Rijeka) im Alter von 70 Jahren. Er wurde im Dom Sankt Vitus begraben. Sein Neffe Pierre-Ferdinand ließ 1821 zu seinem Andenken in der Kathedrale von Fréjus eine Tafel anbringen, die noch vorhanden ist. 

## Werke
- Procès-verbal de l’assemblée générale du clergé de France, tenue à Paris en mil sept cent soixante-cinq et continuée en mil sept cent soixante-six. 1773.
- Catéchisme du diocèse de Fréjus. 1779.
- Pseautier selon le breviaire de Fréjus. Paris 1782.
- Graduel de Fréjus, pour les églises qui ne sont pas obligées à l’office canonial. Paris 1786.
- Antiphonaire de Fréjus, pour les églises qui ne sont pas obligées à l’office canonial. Paris 1786.
- Breviarium Forojuliense. Paris 1787.